# Playeren
Playeren was een spel dat in de jaren vijftig in Amsterdam door de schoolgaande jeugd werd gespeeld.
Het was een soort kaartspel, maar in plaats van speelkaarten werden uitgeknipte voor- en achterkanten van kartonnen sigarettendoosjes gebruikt, waaronder die van het Britse merk John Player (kortweg Player's), maar ook andere Britse merken, zoals Miss Blanche en Chief Whip. Amerikaanse sigaretten kwamen in die dagen in papieren verpakkingen en waren derhalve ongeschikt. De kartonnetjes werden in vieren geknipt of gescheurd, en vormden de 'players'.
Het spel bestond eruit – snel – een stapel van players te maken, waarbij iedere deelnemer om de beurt een kaart op de stapel legde. Zodra een player (merk) op de stapel werd gelegd van hetzelfde merk als dat op dat ogenblik boven op de stapel lag, had de laatste speler gewonnen en mocht deze de stapel houden. Dit werd gedaan door de hand op de stapel te leggen.